# Vilhelmina statliga allmänna gymnasium och realskola
Vilhelmina statliga allmänna gymnasium och realskola var ett läroverk i Vilhelmina verksamt från 1946 till 1968.

## Historia
Skolan började som en folkskola som också hade undervisning på realskolenivå. 1941 ombildades den till en kommunal mellanskola med rätt ge realexamen.
Skolan ombildades successivt från 1946 till en samrealskola, från 1961 med ett kommunalt gymnasium.
1964 hade gymnasiet helt förstatligats och skolan blev då Vilhelmina statliga allmänna gymnasium och realskola. Skolan kommunaliserades 1966 och namnändrades därefter till Malgomajskolan. Studentexamen gavs från 1964 till 1968 och realexamen från 1941 till omkring 1969.
Skolbyggnaden är från 1955